# 拉文海膽
拉文海膽（學名：Lovenia），又名洛溫海膽，是拉文海膽科下的一屬海膽，屬於布萊海膽屬（Breynia）和棘心海膽屬（Echinocardium）的姊妹分類群。

## 特徵
這種心海膽有長長的扁平體殼和扁平的基座。五條花瓣狀步帶很淺並朝體殼邊緣方向呈錐狀變小。除了表面覆蓋纖細的刺瘤之外，體殼的兩側還長有巨大且埋藏很深的刺瘤，這些刺瘤上長有長而彎曲、用於防衛的棘刺。

## 棲息地
拉文海膽生活在沙地的淺洞裡，通常位於岸邊的海洋沉積中。

## 物種
已滅絕種以劍號(†)標記
- †Lovenia aegyptiaca (Fourtau, 1920)；上中新世，埃及
- †Lovenia bagheerae Irwin & Archbold, 1994；中新世Tortonian期，澳大利亞南部
- Lovenia camarota Clark, 1917；現代，北澳大利亞
- Lovenia cordiformis Agassiz, 1872；現代，美國西海岸
- Lovenia doederleini Mortensen, 1950；現代，馬來西亞地區
- †Lovenia elongata (Gray, 1845)；中新世至最近，印度洋-太平洋海域
- †Lovenia forbesii (Tenison Woods, 1862)；中新世中晚期，澳大利亞
- Lovenia gregalis Alcock, 1893；現代，印度洋-太平洋海域
- Lovenia grisea Agassiz & Clark, 1907；現代，夏威夷
- Lovenia hawaiiensis Mortensen, 1950；現代，夏威夷
- Lovenia hemphilli (Israesky)
- †Lovenia mortenseni Ctyoky, 1965；中新世中期，捷克
- †Lovenia sulcata (Haime, 1853)；下漸新世，法國
- Lovenia subcarinata (Gray, 1845)；現代，印度洋-太平洋海域
- Lovenia trifolis (Koehler, 1914)；現代，印度洋-太平洋海域[4]
- †Lovenia woodsii (Etheridge, 1875)；中新世中晚期，澳大利亞[5]

## 外部連結
- Lovenia in the Paleobiology Database